# Catarism
Catarismul este o doctrină creștină apărută în Evul Mediu.
Adepții ei, Catarii (din greacă καθαροί tradus "Purii", cunoscuți și ca Albigenzii , pentru că erau deosebit de activi în regiunea Albi) sunt o sectă creștină cu puternice influențe gnostice, a cărei teză duce la extrem doctrina celor două principii, Binele și Răul.

## Apariție
A apărut în secolul al X-lea, în Sud-Vestul Franței, în regiunea Languedoc din munții Pirinei, răspândindu-se ulterior în toată Europa de Vest.
Fiind asemănător bogomilismului din Balcani, catarismul a fost creat pe baza influențelor din Estul Europei, pe filiera rutelor comerciale.

## Doctrina
Considerând că întreg universul vizibil reprezintă opera Diavolului, catarii se pronunțau pentru o morală ascetică, fiind împotriva căsătoriei (depuneau jurământ de castitate) și considerând nașterea și chiar viața, rele în esența lor. Priveau întreaga lume materială ca pe o uriașă temniță în care sunt închise sufletele (luminoase, aparținând lui Dumnezeu). În ciuda doctrinei radicale, singurii care practicau real un ascetism aspru erau Perfecții, ceilalți membri, Auditorii, fiind supuși unui regim mai blând. 

În ciuda aparențelor, fundamentul tezei cathare se caracteriza printr-un optimism inexistent în dogma catolică: considerând lumea materială drept regatul Diavolului, "purii" excludeau Infernul din viața de apoi. De asemenea, catharii erau adepții ideii reîncarnării, prin care toate sufletele, după un anumit număr de reveniri în lumea materială, se vor elibera de întuneric și se vor mântui.
Deși exista printre catari chiar dorința de a se elibera urgent de "închisoarea trupului", prin "endura" (moartea prin înfometare), majoritatea membrilor se rezuma la practicarea ritualurilor inițiatice, de atingere a iluminării spirituale prin asceză.
Se poate vorbi astfel despre două curente de Catarism: radical și pseudodualist.

## Conflictul cu papalitatea
Fiind considerată erezie, teza catară a fost combătută de papalitate, iar aderenții ei uciși. Primele măsuri luate împotriva catarilor datează din 1147 și aparțin Papei Eugen al III-lea.
Sfârșitul sectei catare s-a petrecut pe 15 martie 1244, la fortăreața Montségur, unde, după un asediu prelungit, în care le-a fost oferită alternativa convertirii la catolicism, 250 de catari au coborât din cetate și s-au aruncat în flăcările rugului aprins.